# Brački kanal
Brački kanal je tjesnac u Jadranskom moru.
Sa zapada nema prave prirodne međe, a kao međa se može uzeti okomica (okomica, jer ide prema jugu okomito na smjer splitske obale, koja stoji u pravcu zapad-istok) koja ide od Splita južno na Splitska vrata.
Sa sjeverne strane Brački kanal je omeđen glavnim suhozemljem, a s juga otokom Bračem.
S istoka nema prave prirodne međe. Kao istočna međa se može uzeti spojnica koja ide od rta Lašćatna prema Podgori.